# Nancy Wu
Nancy Wu (traditionell kinesiska: 胡定欣), född 9 september 1981, är en skådespelerska från Hongkong som är verksam på TVB och Shaw Brothers Pictures. Wu har vunnit TVB Anniversary Award för bästa skådespelerska vid TVB Anniversary Awards 2015 och 2016.